# Bob Sapp
Bob Sapp (* 22. září 1973 Colorado Springs, Colorado, USA) je americký wrestler, kickboxer a bojovník MMA, příležitostný herec a bývalý hráč amerického fotbalu.
Jako kluk hrál americký fotbal, kde to dotáhl až na obránce týmu Washingtonské univerzity. I přes několik lehkých i těžších zranění se rozhodl pokračovat. Po vyléčení angažoval u Chicago Bears a roku 1997 u Minnesota Vikings.
Po roce 2000 byl osloven WCW kde se naučil chvaty, různé techniky boje a herectví. Když poprvé přišel do ringu lidi mu říkali The Beast.

## MMA výsledky

### Profesionální kariéra
| Výsledek | Bilance | Soupeř                      | Metoda                                | Událost                                     | Datum             | Kolo | Čas  | Místo                              |
| -------- | ------- | --------------------------- | ------------------------------------- | ------------------------------------------- | ----------------- | ---- | ---- | ---------------------------------- |
| Výhra    | 12-20-1 | Ōsunaarashi Kintarō         | Donucení (forearm choke)              | Rizin 13                                    | 30. září 2018     | 3    | 3:00 | Saitama, Japonsko                  |
| Prohra   | 11-20-1 | Aori Gele                   | TKO (údery)                           | Road FC 32                                  | 2. července 2016  | 1    | 0:35 | Čchang-ša, Čína                    |
| Prohra   | 11-19-1 | Edson França                | Donucení (Rear Naked Choke)           | OX MMA                                      | 8. srpna 2013     | 1    | 0:35 | Fortaleza, Brazílie                |
| Prohra   | 11-18-1 | Aleksander Jemeljaněnko     | TKO (údery)                           | Legend Fighting Show                        | 25. května 2013   | 1    | 1:18 | Moskva, Rusko                      |
| Prohra   | 11-17-1 | Dusan Panajotovic           | Donucení (údery)                      | Night of the Champions 2012                 | 15. září 2012     | 1    | 1:28 | Bělehrad, Srbsko                   |
| Prohra   | 11-16-1 | Čong-dae Kim                | TKO (údery)                           | Road FC 8                                   | 16. června 2012   | 2    | 1:58 | Wondžu, Jižní Korea                |
| Prohra   | 11-15-0 | Tolegen Akylbekov           | Donucení (údery)                      | Bushido Lithuania vol.51                    | 8. června 2012    | 1    | 1:29 | Astana, Kazachstán                 |
| Prohra   | 11-14-1 | Soa Palelei                 | TKO (údery)                           | Cage Fighting Championship 21               | 18. května 2012   | 1    | 0:12 | Sydney, Austrálie                  |
| Prohra   | 11-13-1 | Mariusz Pudzianowski        | TKO (údery)                           | KSW 19                                      | 12. května 2012   | 1    | 0:40 | Lodž, Polsko                       |
| Prohra   | 11-12-1 | James Thompson              | Donucení (poranění nohy)              | SFL 1                                       | 11. března 2012   | 1    | 1:56 | Bombaj, Indie                      |
| Prohra   | 11-11-1 | Rolles Gracie               | Donucení (údery)                      | ONE Fighting Championship: Battle of Heroes | 11. února 2012    | 1    | 1:18 | Jakarta, Indonésie                 |
| Prohra   | 11-10-1 | Alexander Otsuka            | Diskvalifikace                        | Accel - Vol. 18: X'mas Seiya Matsuri        | 25. prosince 2011 | 2    | 1:43 | Kóbe, Japonsko                     |
| Prohra   | 11-9-1  | Maro Perak                  | TKO (údery)                           | Noc Gladijatora 6                           | 16. prosince 2011 | 1    | 3:04 | Dubrovník, Chorvatsko              |
| Prohra   | 11-8-1  | Attila Uçar                 | Donucení (achilles lock)              | Premium Fight Night                         | 30. dubna 2011    | 1    | 0:56 | Vídeň, Rakousko                    |
| Prohra   | 11-7-1  | Stav Economou               | TKO (údery)                           | ADFC: Round 3                               | 11. března 2011   | 1    | 1:45 | Abú Dhabí, Spojené arabské emiráty |
| Výhra    | 11-6-1  | Sascha Weinpolter           | Donucení (forearm choke)              | K-1 ColliZion 2010 Croatia                  | 27. března 2010   | 1    | 2:03 | Split, Chorvatsko                  |
| Prohra   | 10-6-1  | Rameau Thierry Sokoudjou    | TKO (údery)                           | Dream 11                                    | 6. října 2009     | 1    | 1:31 | Jokohama, Japonsko                 |
| Prohra   | 10-5-1  | Franklin Roberto Lashley    | Donucení (údery)                      | Fight Force International: Ultimate Chaos   | 27. června 2009   | 1    | 3:18 | Biloxi, Spojené státy americké     |
| Prohra   | 10-4-1  | Ikuhisa Minowa              | Donucení (achilles lock)              | Dream 9                                     | 26. května 2009   | 1    | 1:16 | Jokohama, Japonsko                 |
| Výhra    | 10-3-1  | Akihito Tanaka              | TKO (údery)                           | Fields Dynamite!! 2008                      | 31. prosince 2008 | 1    | 5:22 | Saitama, Japonsko                  |
| Prohra   | 9-3-1   | Jan Nortje                  | TKO (údery)                           | Strikeforce: At The Dome                    | 23. února 2008    | 1    | 0:55 | Tacoma, Spojené státy americké     |
| Výhra    | 9-2-1   | Bobby Ologun                | TKO (údery)                           | K-1 Premium 2007 Dynamite!!                 | 31. prosince 2007 | 1    | 4:10 | Ósaka, Japonsko                    |
| Výhra    | 8-2-1   | Kim Čong-wang               | TKO (údery)                           | Hero's 2005 in Seoul                        | 5. listopadu 2005 | 1    | 0:08 | Soul, Jižní Korea                  |
| Výhra    | 7-2-1   | Alan Karaev                 | KO (pěstí)                            | Hero's 2                                    | 6. července 2005  | 1    | 3:44 | Tokio, Japonsko                    |
| Výhra    | 6-2-1   | Kim Min-su                  | KO (údery)                            | Hero's 1                                    | 5. listopadu 2005 | 1    | 1:12 | Saitama, Japonsko                  |
| Remíza   | 5-2-1   | Jérôme Le Banner            | Remíza                                | K-1 PREMIUM 2004 Dynamite!!                 | 31. prosince 2004 | 3    | 3:00 | Tokio, Japonsko                    |
| Prohra   | 5-2     | Kazujuki Fudžita            | Donucení (fotbalové kopy)             | K-1 MMA ROMANEX                             | 22. května 2004   | 1    | 2:15 | Saitama, Japonsko                  |
| Výhra    | 5-1     | Dolgorsürengiin Sumyaabazar | TKO (poranění chodidla)               | K-1 Beast 2004 in Niigata                   | 14. března 2004   | 1    | 5:00 | Niigata, Japonsko                  |
| Výhra    | 4-1     | Stefan Gamlin               | Donucení (guillotine choke z postoje) | K-1 Japan Grand Prix 2003                   | 21. září 2003     | 1    | 0:52 | Jokohama, Japonsko                 |
| Výhra    | 3-1     | Jošihiro Takajama           | Donucení (armbar)                     | Inoki Bom-Ba-Ye 2002                        | 31. prosince 2002 | 1    | 2:16 | Saitama, Japonsko                  |
| Prohra   | 2-1     | Antônio Rodrigo Nogueira    | Donucení (armbar)                     | Pride Shockwave                             | 28. srpna 2002    | 2    | 4:03 | Tokio, Japonsko                    |
| Výhra    | 2-0     | Kijoši Tamura               | KO (údery)                            | Pride 21                                    | 23. června 2002   | 1    | 0:11 | Saitama, Japonsko                  |
| Výhra    | 1-0     | Jošihisa Jamamoto           | KO (údery)                            | Pride 20                                    | 28. dubna 2002    | 1    | 2:44 | Jokohama, Japonsko                 |

## Filmografie
- 2012 JourneyQuest
- 2011 Barbar Conan
- 2009 Blood and Bone
- 2009 Frankenhood
- 2007 Ten největší
- 2005 Elektra
- 2005 Trestná lavice
- 2004 Debiruman
- 2004 Izo
- 2002 Dynamite!